# Chrysobothris beyeri
Chrysobothris beyeri es una especie de escarabajo del género Chrysobothris, familia Buprestidae. Fue descrita científicamente por Schaeffer en 1904.
Se encuentra en Arizona y México.